# Soquemene II
Naceradim Soquemene II (em turco: Nāṣir al-Dīn Sökmen; m. 1185) foi o xá dos armênios, o governante dos turcomanos do principado centrado em Aquelate, de 1128 até sua morte. Ele se casou com Xabanu, filha do beilhique (governante), da Dinastia saltúquida, que reinava em Erzerum, Saltuque II (r. 1132–1168). Ele e sua esposa se engajaram em grandes projetos de construção que levaram o estado dos xás armênios ao seu auge. 
Em 1164, Xabanu reconstruiu a cidadela arruinada de Aquelate e as estradas que levavam à cidade, substituiu as antigas pontes de madeira por novas de pedra e construiu grandes e novas pousadas dentro da cidade. Ela empregou um engenheiro chamado Caracuxe, que completou o enorme projeto de construção em apenas alguns meses. Nenhum desses trabalhos sobreviveu, sendo destruídos após o Cerco de Aquelate em 1229/30, quando o Xá do Império Corásmio Jalaladim Mingueburnu (r. 1120–1231) capturou a cidade. 
Soquemene fundou uma cidade, Suquemanabade, em homenagem a si mesmo. Ficava a oeste de Coi na rota da caravana entre Aquelate e Tabriz. Suas ruínas não foram encontradas. Soquemene morreu sem herdeiros, condenando seu principado a um período de instabilidade que durou até 1207. 